# Jonathan Holmes
Pour les articles homonymes, voir Holmes.
Jonathan Alexander Holmes, né le 9 décembre 1992 à San Antonio dans le Texas aux États-Unis, est un joueur américain de basket-ball. Il évolue au poste d'ailier fort.

## Biographie

### Carrière universitaire
Holmes commence sa carrière universitaire au Texas où il joue pour les Longhorns du Texas. En 127 matches avec les Longhorns, il a des moyennes de 9,2 points et 5,9 rebonds en 23,1 minutes par match.
Il est nommé dans la All-Big 12 Second Team et MVP de son équipe lors de sa troisième année qu'il termine avec 12,8 points à 50,5% aux tirs, 7,2 rebonds et 1,3 contre de moyenne.
Lors de sa dernière année, il reçoit la mention d'All-Big 12 Honorable et finit la saison avec 10,3 points (avec 1,3 panier à trois points par match), 6,1 rebonds et 1,0 contre par match.

### Carrière professionnelle
Non drafté en 2015, Holmes participe à la Summer League 2015 de Las Vegas avec les Celtics de Boston. En cinq rencontres, il a des moyennes de 12,2 points, 5,6 rebonds, 1,2 passe décisive et 1,0 interception en 21,8 minutes par match, en tirant à 55,6 %. Il participe également à trois rencontres avec les Celtics à la Summer League 2015 de Salt Lake City. Durant ces deux tournois, il termine avec une de 15 sur 15 aux lancers-francs et 46,4 % à trois points.
Le 13 août 2015, il signe avec les Lakers de Los Angeles mais n'apparait que dans 2 rencontres de pré-saison avant d'être licencié le 23 octobre.
En Juillet 2016, Holmes joint les Grizzlies de Memphis pour la National Basketball Association Summer League (NBA Summer League) 2016. En 5 matchs pour les Grizzlies, il fait une moyenne de 6,6 points, 6,2 rebonds et 1,4 contre en 23,2 minutes par match.
Le 26 septembre 2016, Holmes signe chez les Cavaliers de Cleveland mais il est licencié le 20 octobre après avoir participé à 6 matchs de pré-saison.
Début novembre 2016, il signe un contrat de 2 mois avec le FC Barcelone pour pallier l'absence de Víctor Claver.

## Palmarès
- Honorable mention All-Big Ten (2015)

## Statistiques

### Universitaires
Les statistiques de Jonathan Holmes en matchs universitaires sont les suivantes :
| Année     | Équipe   | Matches | Titul. | Min./m. | %tir | %3pts | %l-f | rbds/m. | pass/m. | int/m. | ctr/m. | pts/m. |
| --------- | -------- | ------- | ------ | ------- | ---- | ----- | ---- | ------- | ------- | ------ | ------ | ------ |
| 2011-2012 | Texas    | 34      | 16     | 21,3    | 48,5 | 25,0  | 71,9 | 4,79    | 0,47    | 0,71   | 0,59   | 7,09   |
| 2012-2013 | Texas    | 29      | 29     | 20,5    | 45,8 | 28,9  | 58,9 | 5,55    | 0,41    | 0,62   | 0,69   | 6,41   |
| 2013-2014 | Texas    | 32      | 31     | 24,2    | 50,5 | 33,3  | 74,4 | 7,16    | 0,94    | 0,56   | 1,25   | 12,78  |
| 2014-2015 | Texas    | 32      | 31     | 26,1    | 38,9 | 33,1  | 77,8 | 6,12    | 1,06    | 0,53   | 1,03   | 10,31  |
| Carrière  | Carrière | 127     | 107    | 23,1    | 45,7 | 31,4  | 72,4 | 5,90    | 0,72    | 0,61   | 0,89   | 9,18   |

## Vie privée
Holmes est le fils de Daryl et Angela. Son père a joué au football à l'université du Nebraska en tant que défenseur.